# Герб Одинцова
Герб города Одинцово — опознавательно-правовой знак, служащий официальным символом города Одинцово, городского поселения Одинцово до 2019 года.

## История
21 июня 1985 года был утверждён первый герб города. Автор — В.Ганкин.
Описание герба 1985 года: «В серебряном щите золотая башня со звездой, окружённая золотым же фрагментом зубчатого колеса, дубовыми и берёзовыми листьями, колосом. В законченной главе щита на золотом поле наименование города лазуревыми литерами, в лазурево-червлёном подножии главы справа золотые перекрещенные серп и молот».
Новый герб города Одинцово (с возможностью использования Одинцовским районом) был утверждён 25 апреля 1997 года Советом депутатов Одинцовского района (№6/3 "Об утверждении Положений о гербе и флаге города Одинцово"). Авторы: Константин Моченов, Роберт Маланичев. В 2010 году этот герб станет гербом муниципального района, а с 2019 года гербом Одинцовского городского округа.
В ходе муниципальной реформы в составе Одинцовского муниципального района появились муниципальные образования, в том числе и городское поселение Одинцово, для которого решением Совета депутатов городского поселения Одинцово №5/3 от 25 ноября 2009 года был утверждён другой герб.
Описание герба 2009 года: «В лазоревом поле с узкой серебряной каймой лежащий на зеленой земле обернувшийся серебряный олень, вооруженный золотом и с золотым венком из цветков на шее. Голубой цвет поля герба - символ красоты, безупречности, возвышенных устремлений, добродетели, символ чистого неба Серебро символизирует чистоту, мудрость, благородство, совершенство, мир. Золото - символ богатства, стабильности, уважения, интеллекта.»
После упразднения городского поселения Одинцово и всего муниципального района в 2019 году к символике города стал относиться герб Одинцовского городского округа, который являлся гербом города Одинцово в  1997—2009 гг.